# Medal Pamiątkowy Wojny Ojczystej
Medal Pamiątkowy Wojny Ojczystej (ros. Медаль «В память 100-летия Отечественной войны 1812 г.») – rosyjskie odznaczenie nadawane w 100 rocznicę wojny 1812 roku.

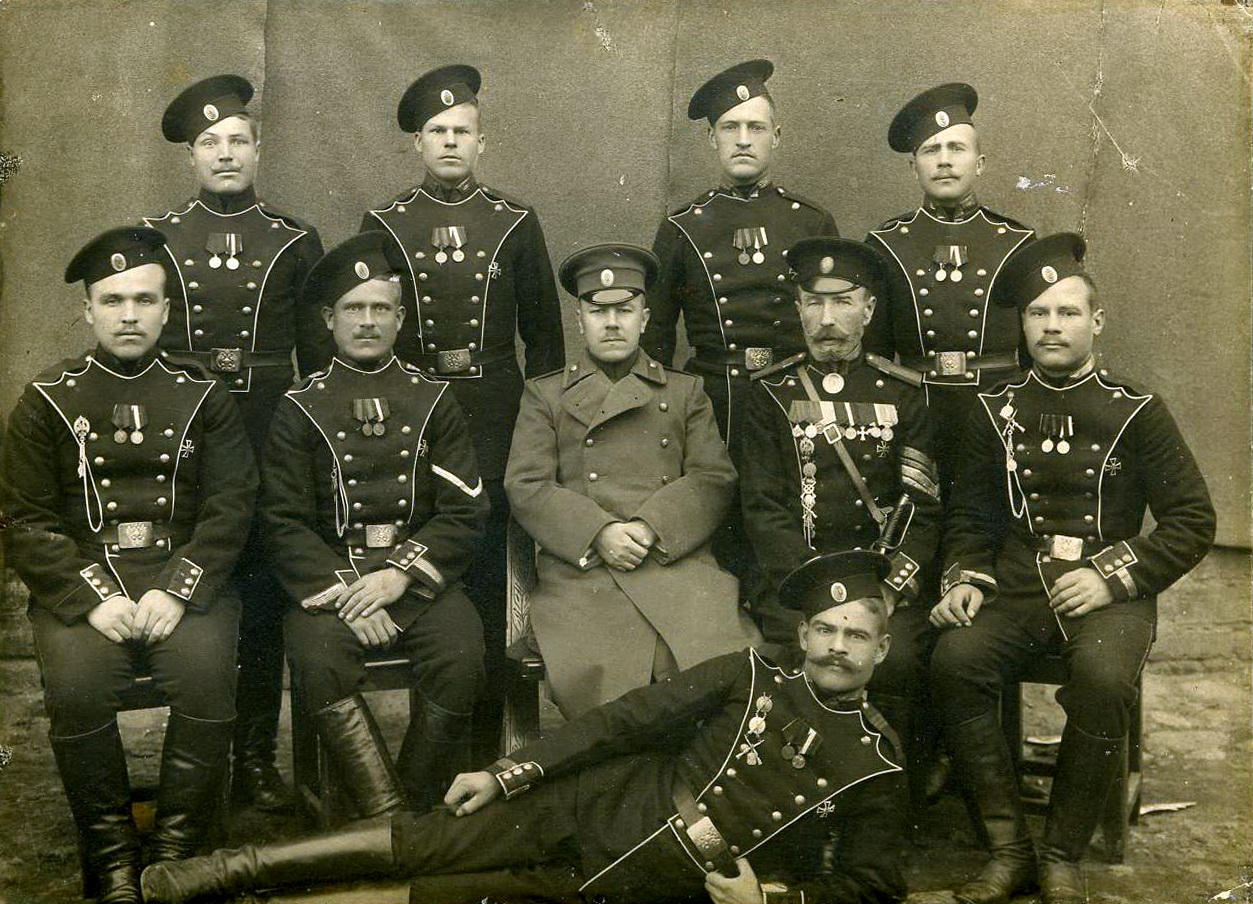
Grupa żołnierzy Lejb-Gwardyjskiego Pułku Jegrów odznaczonych medalem

.

## Historia
Odznaczenie zostało ustanowione ukazem cara Mikołaja II w 100 rocznicę Wojny Ojczystej 1812 roku, jako odznaczenie pamiątkowe.
Medal posiadał jeden stopień.

## Zasady nadawania
Medal nadawany był wszystkim oficerom i żołnierzom pułków uczestniczących w okresie od 12 czerwca do 25 grudnia 1812 roku w walkach przeciwko wojskom napoleońskim w czasie wojny francusko-rosyjskiej 1812 roku.
Medal ten nadano również potomkom w linii męskiej wyższych oficerów i generałów biorących udział w tej wojnie. Wyjątkowo medal ten nadano także potomkom w linii żeńskiej feldmarsz. Kutuzowa.
.

## Opis odznaki
Odznaką medalu jest okrągły medal wykonany z jasnego brązu.
Na awersie medalu znajduje się popiersie cara Aleksandra I bez carskich insygniów.
Na rewersie znajduje się napis 1812 – СЛАВНЫЙ ГОД – СЕЙ МИНУЛЪ, – НО НЕ ПРОЙДУТЪ – СОДЕЯННЫЕ ВЪ – НЕМЪ ПОДВИГИ – 1912 (pol. 1812 roku – dobry rok – on przeminie – ale nie przemienią – czyny w nim dokonane – 1912) pochodzący z rozkazu Aleksandra I z 5 lutego 1813 roku do żołnierzy na zakończenie kampanii 1812 roku.
Medal zawieszony był na wstążce orderowej orderu św. Włodzimierza.